# California Dreams Tour
Die California Dreams Tour war die zweite Konzert-Tournee der US-Musikerin und Songwriterin Katy Perry. Mit dieser Tour bewarb sie ihr drittes Studioalbum Teenage Dream, in manchen Kontinenten auch die Wiederveröffentlichung Teenage Dream: The Complete Confection. Die Tour begann im Februar 2011 in Lissabon, Portugal und zog sich bis Januar 2012 durch Europa, Australasien, Asien, Südamerika und Nordamerika.
Die Tour handelte von einer jungen Frau, die in einer farblosen Welt ohne Liebe lebt, da ihr Vater ein strenger Metzger ist. Das Einzige, was sie hat, ist ihre Katze Kitty Purry, die Liebe zu Süßigkeiten und zu dem Bäckersjungen. Während der Show durchschweift sie – wie im Musikvideo zu California Gurls – eine Welt voller Süßigkeiten.
Die Tour platzierte sich auf Rang 16 der Pollstars „2011 Top 25 Worldwide Tours“, welche über 59,5 Millionen US-Dollar eingenommen hat. Nach Abschluss des Jahres 2011 platzierte sich die Tour auch auf Rang 13 der Billboards „Top 25 Tours“, die denselben Gewinn mit 124 Konzerten nochmals bestätigten. Perry gewann einen Award als „Favorite Tour Headliner“ bei den 38. People’s Choice Awards. Geprobt wurde in The Forum in Inglewood.

## Hintergrund
„Jedes Mal wenn ich auf Tour gehe, denke ich immer schon einen Schritt voraus und überlege, wie ich es nächstes Mal besser machen kann. Wie ich meine erste Konzert-Tour (Hello Katy Tour) hatte, kam ich auf die Idee, eine Tour voll mit Süßigkeiten zu machen. Ich freue mich schon sehr, es wird bestimmt 10 Mal besser als letztes Mal.“

Während Perry ihr Album Teenage Dream promotete, hat sie gegenüber einigen Medien erzählt, dass ihre nächste Tour der sichtbare Beweis für ihre harte Arbeit sein soll und dies für die Fans auch wahrnehmbar sein soll. Auf Twitter ließ sie verlautbaren: „I hope that it’s going to engage all of your senses: sight, sound, smell, taste, touch“ („Ich hoffe, dass ich all eure Sinne treffen kann: sehen, hören, riechen, schmecken, tasten“). Offiziell wurde die Tour in Verbindung mit der Veröffentlichung ihrer Single Firework im Oktober 2012 bekanntgegeben. 2011 verkündete Katy Perry ihre Nordamerika-Konzerte während eines Live-Chats auf dem sozialen Netzwerk Facebook. Außerdem wurde bekannt, dass Robyn, Yelle, Marina and the Diamonds und Janelle Monae die Konzerte in den jeweiligen Kontinenten eröffnen werden. Auch Engländerin Jessie J wäre für Konzerteröffnungen der letzten Konzerte im Herbst bestimmt gewesen, allerdings hat sie sich während der Tour-Proben verletzt und durfte nach ärztlichen Untersuchungen nicht auftreten. Ellie Goulding sprang für sie ein.
Calvin Harris war als Vorgruppe für England und Irland bestimmt gewesen. Am 27. März 2011 gab Perry via Twitter bekannt, dass Harris nicht mehr zur Verfügung stehe. Laut Aussagen Harris dürften technische Beschränkungen der Auslöser gewesen sein. Stattdessen sprang DJ Skeet Skeet ein.
Auf der Webseite Perrys wurde bekanntgegeben, dass über 150.000 US-Dollar für die Spendenaktion Tickets-For-Charity zusammengekommen sind. Sie selbst setze sich sehr stark für die Nächstenliebe, die Gesundheit von Kindern, Geldern, die großzügigen Freigaben von Wasser und anderen karitativen Zwecken ein. Für eine Auktion der Society for the Prevention of Cruelty to Animals Auckland (amerikanischer Tierschutzverein zur Vermeidung grausamer Tierversuche Auckland) hat ihr Plattenlabel EMI ein signiertes Album von Katy Perry gespendet. Dies diente gleichzeitig als Werbung für die California Dreams Tour in Neuseeland, wo sie wenige Wochen später auftrat.

“All what I want is just to make people smile”

„Alles was ich will, ist einfach die Leute glücklich zu machen.“

Ab ihrem ersten Amerika-Konzert am 7. Juni 2011 in Duluth änderten sich fast alle Tour-Kostüme, sowie ihr Ablauf und ihr Bühnendesign mehrmals. Während bei den Kostümen ausschließlich ihre Hot n Cold Garderobe gleich blieb (mehrmaliger Wechsel), wurde der Bühnenaufgang durch zwei Gänge (jeweils einer links und rechts) inklusive Stufen erweitert, und es wurde ein Laufsteg dazugebaut, um noch näher zu den Fans zu gelangen. Auch neu war, dass sie ab den Amerika-Konzerten bei der akustischen Version von Thinking Of You mit ihrer Gitarre auf einer rosa Zuckerwattenwolke durch die Halle flog.

## Vorgruppen im Detail
Die vorher angesprochenen Vorgruppen hier im Detail mit den dazugehörigen Auftrittsorten:
- DJ Skeet Skeet
- Yelle (England & Irland Teil 1)
- New Young Pony Club (Kontinentales Europa)
- Zowie  (Australasien)
- Janelle Monae (Nordamerika Teil 1, ausgewählte Konzerte)
- Marina and the Diamonds (Nordamerika Teil 1, ausgewählte Konzerte)
- Natalia Kills (Nordamerika Teil 1, ausgewählte Konzerte)
- Robyn (Nordamerika Teil 1, ausgewählte Konzerte)
- Rye Rye (nur in Kolumbien, Boston, Portland, Los Angeles und Hempstead)
- Oh Land (England & Irland Teil 2) (Nordamerika Teil 2, ausgewählte Konzerte)
- Ellie Goulding (Nordamerika Teil 2, ausgewählte Konzerte)

## Konzertablauf
In den folgenden Abschnitten werden die einzelnen Teile der Tour genau erläutert:

### Welcome to Candyfornia

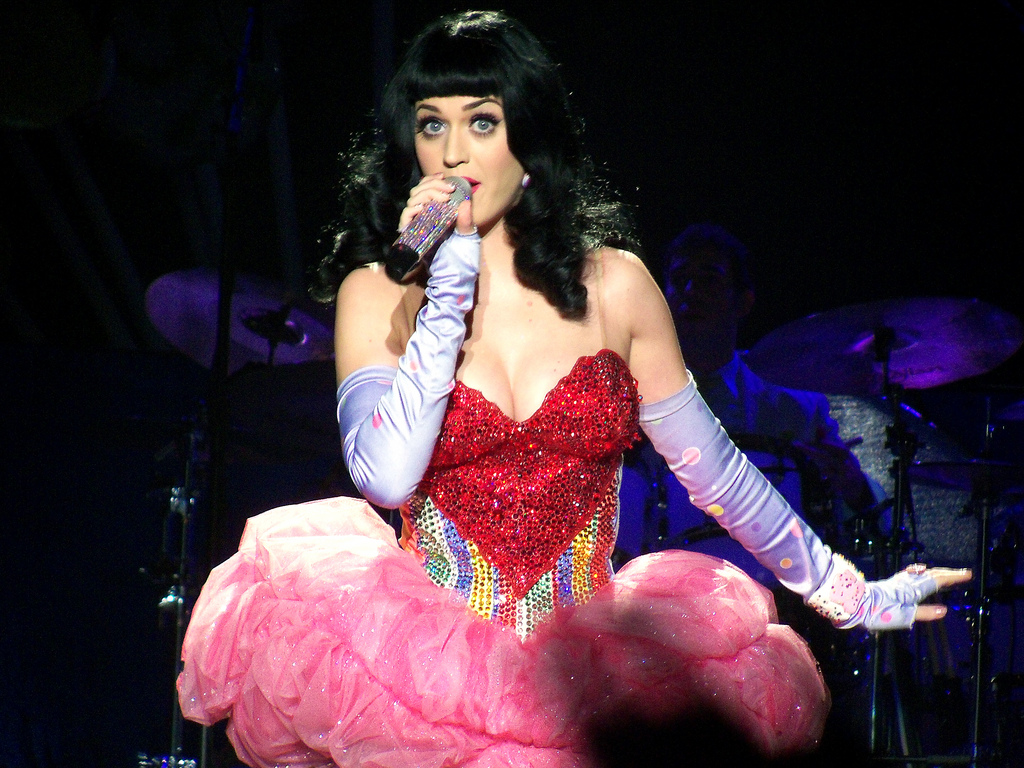
Katy Perry während Hummingbird Heartbeat

Die Show beginnt mit einer Video-Einführung von Cole Walliser, der die Geschichte eines Mädchens namens Katy erzählt. Sie lebt in einer tristen, farblosen und traurigen Welt. Ihr Leben verschwendet sie in der Metzgerei ihres Vaters, der sie nicht nett behandelt. Als sie aufgefordert wird, ein weiteres Stück Fleisch zu schneiden und sie in weiterer Folge gerade das beste Stück wegschneidet, beschimpft sie der Vater und sie verschwindet. Sie geht zur Bäckerei um die Ecke, wo es Süßigkeiten, Zucker und Cupcakes gibt. In den Bäckersjungen verliebt, bestellt sie einen Cupcake, geht heim und wünscht sich am Abend mit ihrer Katze Kitty Purry, dass sie von hier verschwindet. Sie wacht auf und bemerkt, dass ihre Katze nicht mehr im Bett ist und durch das Fenster geflohen ist. Als sie sich auf die Suche nach ihrer Katze machen will und somit auch durch das Fenster steigt, bemerkt sie eine Welt voller Farben, Freude und Süßigkeiten. Dort findet sie auch ihre Katze wieder. Katy erscheint von einer Plattform unten heraufkommend und singt, begleitet von ihren Tänzerinnen und Tänzern, Teenage Dream und anschließend Hummingbird Heartbeat. Nachdem dieses Lied zu Ende ist, begrüßt Perry ihr Publikum und lädt zu einer Reise nach Candyfornia ein. Außerdem ist auch – in Anlehnung an ihren nächsten Song – ein Spielautomat auf der Bühne. Diesen startet sie und singt Waking Up In Vegas. Genau wie im Musikvideo zu Waking Up in Vegas ist auch ein Elvis-Imitator auf der Bühne. Kurz vor Ende dieses Liedes wirft Katy Schokoladenmünzen ins Publikum und verschwindet von der Bühne, um einen Kostümwechsel vorzunehmen.

### Visual Touch
Ein weiteres Video wird eingespielt, in dem Katy eine Abkürzung nimmt und sie diese in einen Süßigkeiten-Wald bringt. Dort trifft sie auf zwei freche Pantomimen. Diese sind bei ihrem nächsten Song Ur So Gay mit auf der Bühne, wo sie mit einem blauen Kleid erscheint. Am Ende des Liedes isst sie ein Stück ihres magischen Brownies. Außerdem helfen ihr die zwei Pantomimen, sich bereits auf der Bühne für den nächsten Song Peacock umzuziehen. In diesem Lied trägt sie unter anderem einen Pfauenschwanz, den sie nach Belieben rauf oder runter stellen kann. Bei ihrem nächsten Lied I Kissed a Girl, bei dem sie in einem grün glitzernden Abendkleid erscheint, fühlt sich Katy von der Wirkung des magischen Brownies schwindelig. Bevor sie mit dem Song beginnt, holt sie einen Jungen von der jeweiligen Stadt auf die Bühne, um ein bisschen mit ihm zu flirten und ihm einen Kuss zu geben. Danach beginnt sie mit dem Lied, das mit einer Jazzversion beginnt und mit der Popversion weitergeht. Nachdem Katy aufgrund des Brownies – gespielt – schwindelig wird, verlässt sie die Bühne. Um zusätzliche Zeit zu nutzen, tanzen zwei Tänzerinnen während der Balladenversion von I Kissed A Girl, bis das Lied aus ist.

### Meat

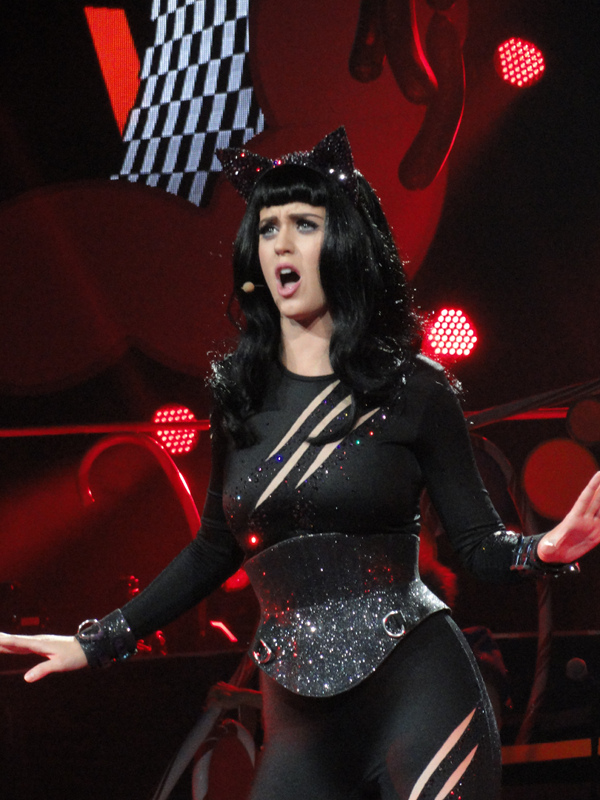
Perry während Circle the Drain

Im nächsten Teil wird zuerst ein Video gezeigt, in dem Katy ihre Katze Kitty sucht und auch findet. Sie will sie am Schwanz packen, dreht sich mehrmals und sieht dann zum Boden, wobei zu sehen ist, wie sie selbst Katzenohren und einen Schwanz bekommt. Im Anschluss sieht man den Vater, der dies mit Absicht so wollte und lacht. Nach dem Video singt Katy Circle The Drain. Danach präsentiert sie mit einer Lasershow E.T. Es folgen Who Am I Living For und Pearl, wobei Katy auf einem Podest steht, das sie in einem glitzernden Kleid nach oben transportiert, wo sie bis zum Ende des Liedes steht. Danach zieht sich Perry wieder um.

### The Wedding Wrong

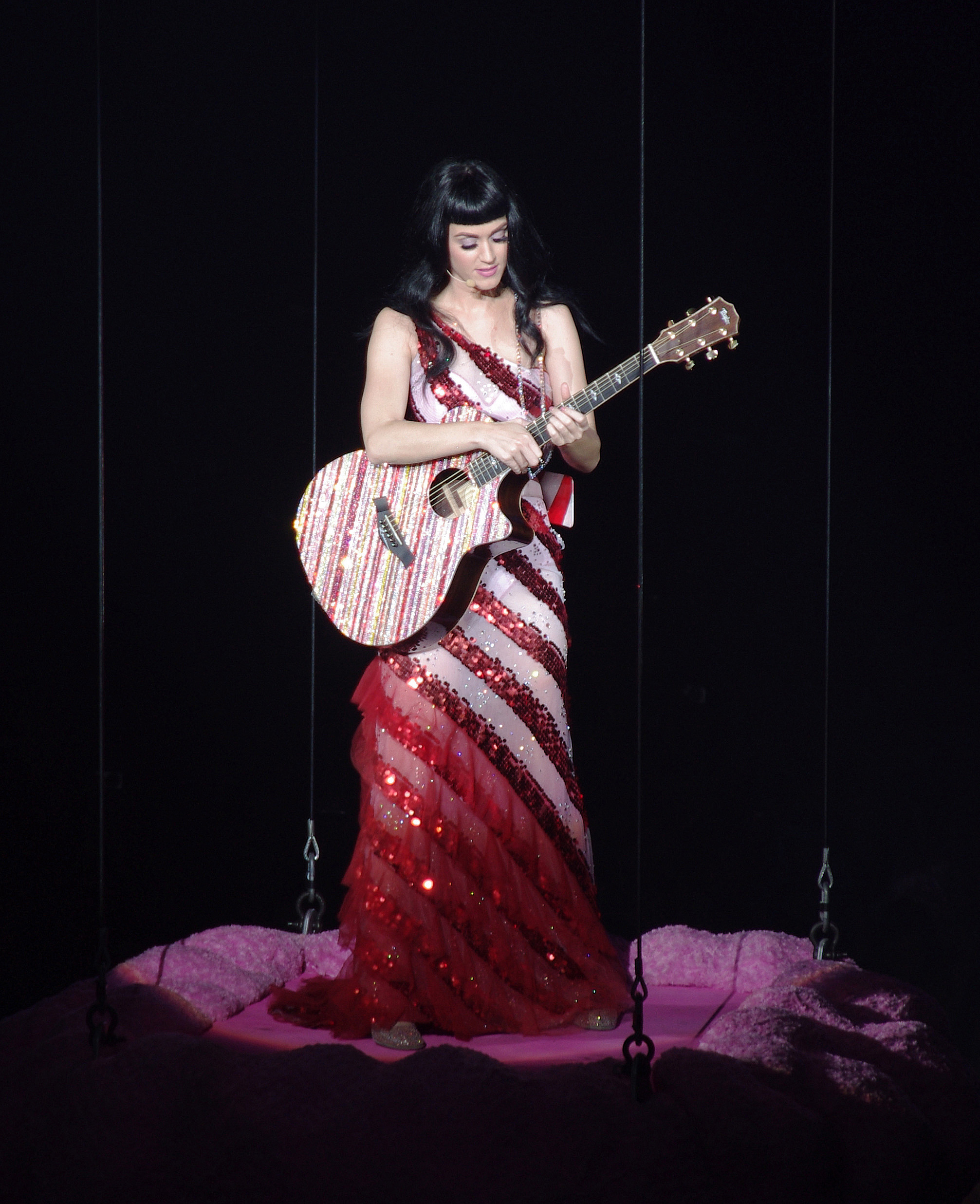
Katy singt Thinking Of You

Es folgt ein weiteres Video, das Katy Perry in Candyfornia zeigt. Dort sieht sie ein Paar, das gemeinsam spazieren geht. Daraufhin wünscht sie sich genau dasselbe mit dem Bäckersjungen und erinnert sich an das erste Treffen mit ihm, als er ihr den Cupcake überreicht hat. Das Klavier spielt währenddessen. Nachdem das Video zu Ende ist, kommt Katy mit einer Schaukel voller Rosen von unten herauf und singt mit einem Zuckerwatte-Kleid Not Like The Movies. Während der zweiten Strophe wird eine weiße Leinwand hinter ihr hochgezogen und ein Film darauf projiziert, der einige Comicfiguren zeigt, die sich gegenseitig lieben. Nachdem das Lied zu Ende ist, redet Katy mit dem Publikum und beginnt mit dem Akustik-Teil. Mit ihrer Gitarre singt sie zuerst das Lied The One That Got Away, danach singt sie ein Medley ihrer Lieblingslieder Only Girl (In the World) von Rihanna, Jay-Z’s Big Pimpin und Willow Smiths Whip My Hair. Teilweise singt sie auch Rebecca Blacks Friday. Nach diesen Liedern erscheint eine große Zuckerwatten-Wolke, auf die Katy Perry mit ihrer Gitarre steigt und durch die gesamte Halle fliegt. Sie redet mit ihren Fans und singt dann (noch in der Luft) Thinking Of You. Gegen Ende des Liedes kommt Katy wieder auf die Bühne und verschwindet, um sich umzuziehen.

### The Blue Tribute
Auch der nächste Abschnitt beginnt mit einer Video-Einleitung. Katy sucht ihre Katze und wird schnell fündig. Die Katze erwartet sie schon mit einem Brief und einer blauen Perücke. Sie liest den Brief, in dem folgendes steht: „To find a love that’s true, you must wear the wig that’s blue“ („Um deine richtige Liebe zu finden, musst du die blaue Perücke tragen“). Daraufhin trägt sie ihre Perücke und öffnet einen weiteren Brief, in dem sie eine Einladung zum „Big City Bakers Ball“ von dem Bäckersjungen bekommt. Ihre Freude ist ungemein, jedoch hat sie nichts zum Anziehen. Sie sucht in ihrem Kleiderschrank und das Lied Hot n Cold beginnt. In diesem Lied nimmt sie sechs Kostümwechsel vor. Sie kommt in einem blauen, pompösen Kleid voller Blumen und mit blauer Perücke von einer Plattform von unten heraufkommend. Dort findet sie bereits den ersten Vorhang und sie erscheint nach dem Wechsel in einem roten, knielangen Kleid. Nach dem ersten Refrain begibt sie sich zum magischen Vorhang und wechselt zum zweiten Mal ihr Kleid. Diesmal erscheint sie in einem gelben Kleid, das an eine Zitrone erinnert. Kurze Zeit später wechselt sie wieder ihr Kostüm und erscheint in einem grünen Kleid mit pinkem Rahmen. Nach einer kurzen Choreografie nimmt sie ihren vierten Kostümwechsel in einem Lied vor und erscheint in einem pinken, mit Herzen verzierten Kleid. Ihren vorletzten Wechsel nimmt sie nach der Bridge des Liedes vor und erscheint in einem dreifarbigen Kleid, das an ein Eis erinnern soll, da die Farben Braun, Weiß und Rosa sind. Beim letzten Wechsel besteigt sie die Treppen, zwei ihrer Tänzer überschütten sie mit Konfetti und sie erscheint in einem blauen Kleid. Dieses Kleid trägt sie auch gleich bei ihrem nächsten Lied Last Friday Night (T.G.I.F.). Bei ihrem Coversong von Whitney Houstons I Wanna Dance with Somebody (Who Loves Me) bittet sie 20 Fans auf die Bühne, die mit ihr zu diesem Lied tanzen. Diese dürfen Perry auch nach dem Konzert im Backstage-Bereich treffen. Im Anschluss singt Perry ihr Lieblingslied Firework, wo dazu passend bei ausgewählten Konzerten richtige Raketen gezündet werden und Pyrotechnik angewandt wird.

### The Sweet Final

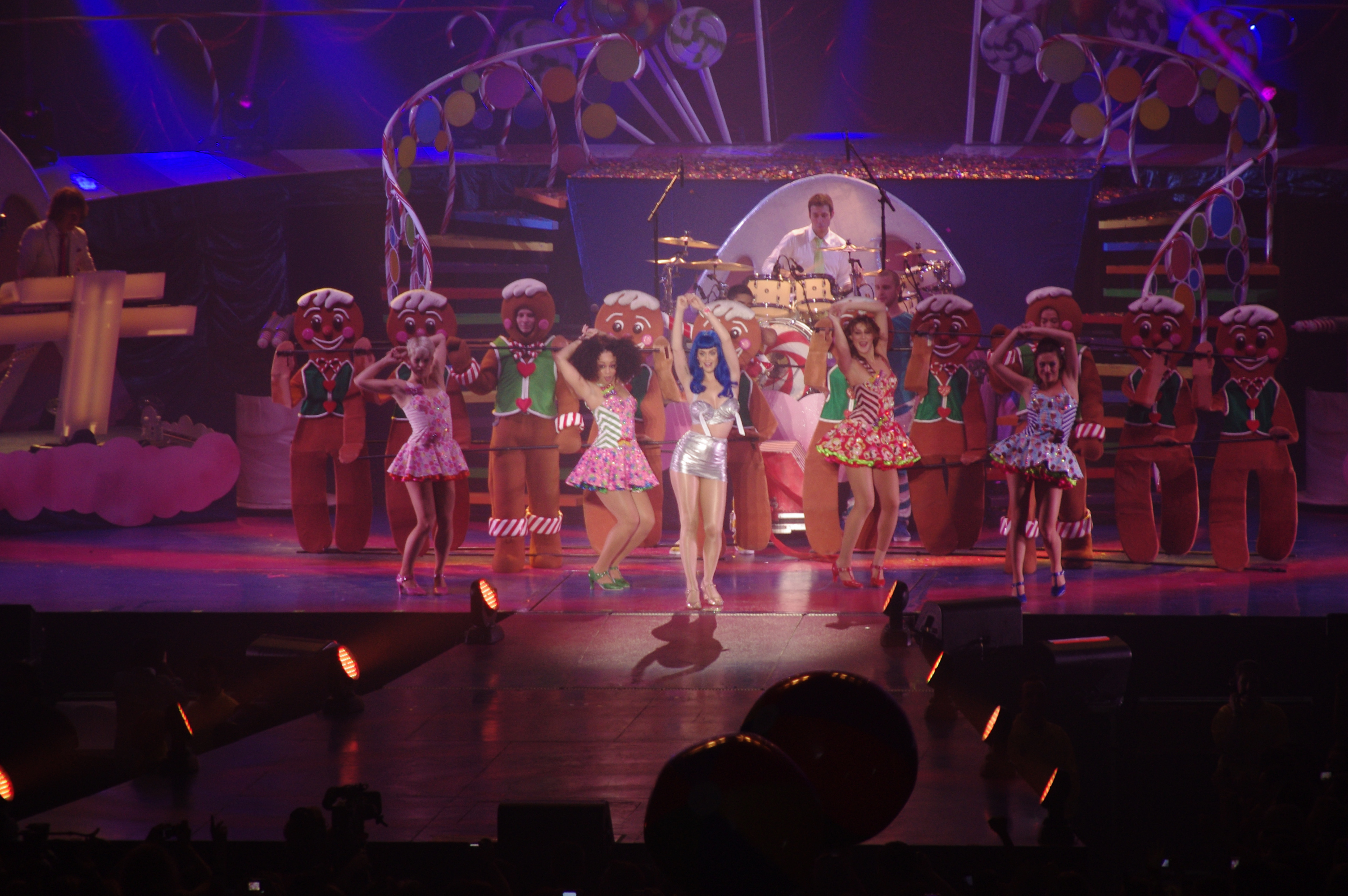
Bei ihrer Performance von California Gurls

Während sich Perry zum letzten Mal umzieht, erscheint ein letztes Video. In diesem wird gezeigt, dass sie ihre Reise nach Candyfornia nur geträumt hat. Als sie aufwacht, wird ihr Leben wieder fröhlich und bunt. Außerdem steht der Bäckersjunge in einem Lebkuchenkostüm in ihrem Zimmer und bringt ihr Cupcakes, die sie sich für ihr Frühstück gewünscht hat. Perry kehrt mit silberner Unterwäsche zurück, auf ihrem BH steht „Katy’s Kisses“, in Anlehnung an Hershey’s Kisses. Bei ihrem letzten Lied California Gurls tanzt sie mit Lebkuchen-Männern und feuert mit ihrer übergroßen Pistole Sahne auf die Zuschauer. Danach bedankt sie sich beim Publikum, verbeugt sie sich mit ihrem Team und geht von der Bühne ab.

## Aufzeichnungen und Fernsehübertragungen der Tour
Katy Perrys Konzert in Rio de Janeiro, Brasilien (das ein Teil des Rock-in-Rio-Festivals war) wurde auf verschiedenen brasilianischen Fernsehstationen gezeigt; international konnte man dieses Konzert auf YouTube live mitverfolgen. Perry selbst hatte bei ihrem Konzert am 23. November im Staples Center in Los Angeles, USA angekündigt, dass dieses Konzert aufgezeichnet werde und es eine DVD davon geben werde. Es wurde allerdings nie ein Erscheinungsdatum bekanntgegeben. Allerdings hat Perry im März 2012 via Twitter bekanntgegeben, dass sie gemeinsam mit Paramount Pictures eine Dokumentation über ihr Leben und die California Dreams Tour gedreht habe, namens Katy Perry: Part of Me, die im Sommer 2012 in 3D in die Kinos gekommen ist. Die Kosten des Films hat sie selbst übernommen. Am 18. September erschien der Film in den USA auf DVD; der Erscheinungstermin für Europa war der 13. Dezember.

## Kritiken
Die Tour hat positive Kritiken erhalten. Bridget Jones von Stuff NZ gab der Tour sogar eine exzellente Bewertung:

„Es gibt keinen Zweifel daran, dass die Fans das Konzert mit dem Geruch von Süßigkeiten in deren Mündern zufrieden verließen, nachdem sie eines der extravagantesten und lustigsten Konzerte der Vector Arena gesehen haben.“

Bernadette McNulty von The Daily Telegraph gab der Tour vier von fünf Sternen. Sie hat vor allem die Geschichte der Tour gelobt:

„Ihre California Dreams Tour ist weniger ein Pop-Konzert und mehr ein Megawatt Jukebox-Musical. Alle sagen, dass es den Glitzer und Glamour inkludiert, die Musik bleibt aber teilweise auf der Strecke und es hinterlässt nicht wirklich einen bleibenden Eindruck.“

Jon Mitchell von MTV gab eine Kritik von Hempstead ab und ist dieser Meinung:

„Die Show, in der es um rund um Katys Reise nach Candyfornia und die Verfolgung vom Bäckerjungen geht, bleibt so eindrucksvoll bei deren Inhalt und weicht davon nicht ab, dass es schon beinahe ein Jukebox-Broadway-Musical im Sinne von „Rock of Ages“ oder „Mamma Mia“ sein könnte.“

Es gab noch weitere Kritiken, die vor allem ihre schwache Stimme und Choreografien, aber auch ihre Songs kritisierten, die ohne jegliche Substanz seien, doch meist wurde sie für ihre Bühnenshow, ihr Bühnendesign und ihre Kostüme (die im Süßigkeitenstil gehalten waren) besonders gelobt.

### Auszeichnungen
| Jahr | Auszeichnung                                       | Ergebnis  |
| ---- | -------------------------------------------------- | --------- |
| 2011 | Billboard Touring Awards für Top Tour              | 13. Platz |
| 2011 | Pollstar für Top 25 Worldwide Tours                | 16. Platz |
| 2011 | Capricho Awards für Melhor Show                    | Nominiert |
| 2011 | MTV Europe Music Awards für Best Live Act          | Gewonnen  |
| 2011 | Teen Choice Awards für Choice Music: Tour          | Gewonnen  |
| 2012 | People’s Choice Awards für Favorite Tour Headliner | Gewonnen  |

## Setlist
Intro: Welcome To Candyfornia
1. Teenage Dream
2. Hummingbird Heartbeat
3. Waking Up in Vegas

Teil 2: Visual Touch
1. Ur So Gay
2. Peacock
3. I Kissed a Girl

Teil 3: Meat
1. Circle the Drain
2. E.T.
3. Who Am I Living For
4. Pearl

Teil 4: The Wedding Wrong
1. Not Like the Movies
2. The One That Got Away
3. Medley:
  - Only Girl (In the World)
  - Big Pimpin’
  - Whip My Hair
  - Friday
4. Thinking of You

Teil 5: Blue tribute
1. Hot n Cold
2. Last Friday Night (T.G.I.F.)
3. Firework

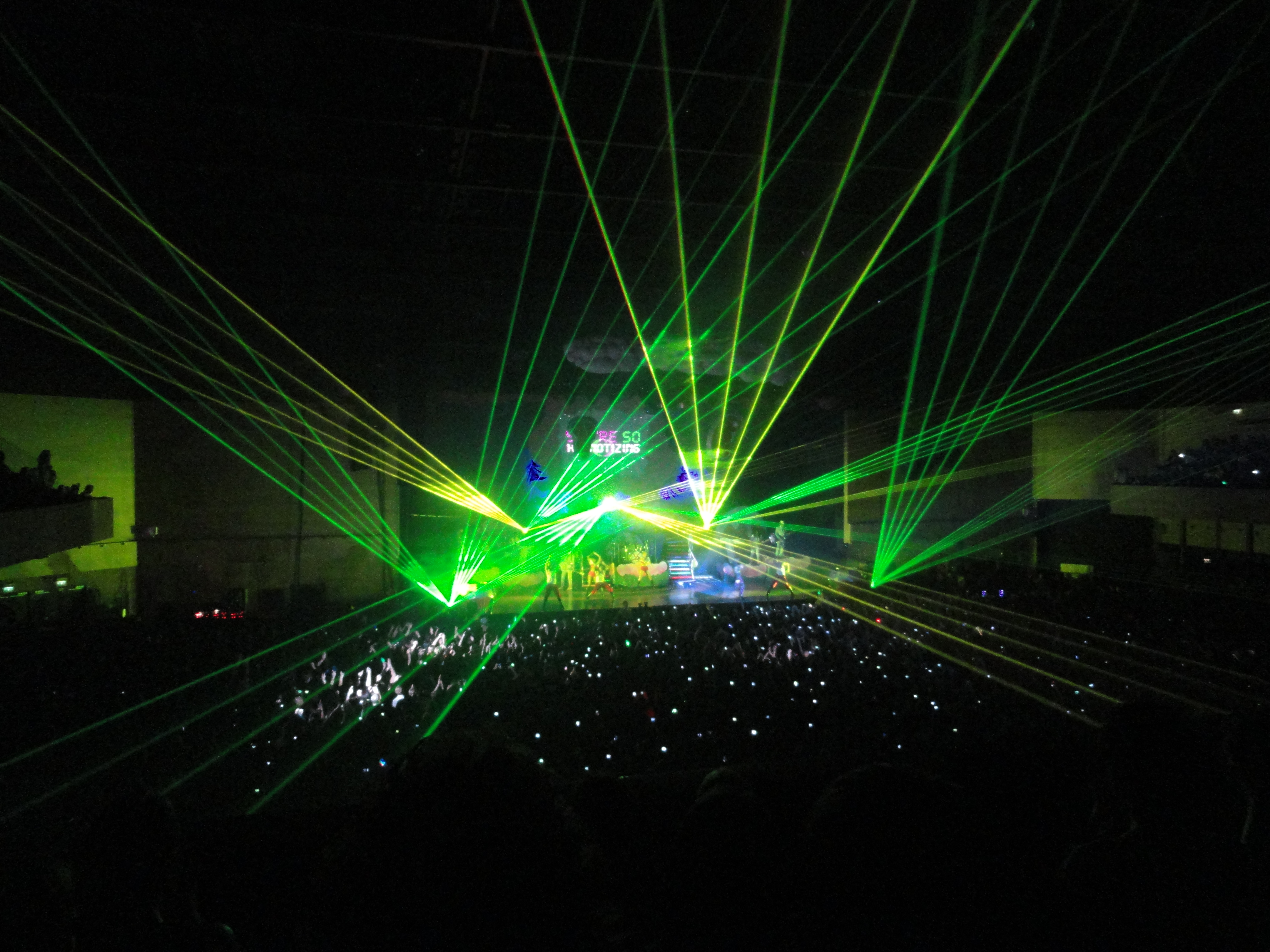
Lasershow bei E.T.

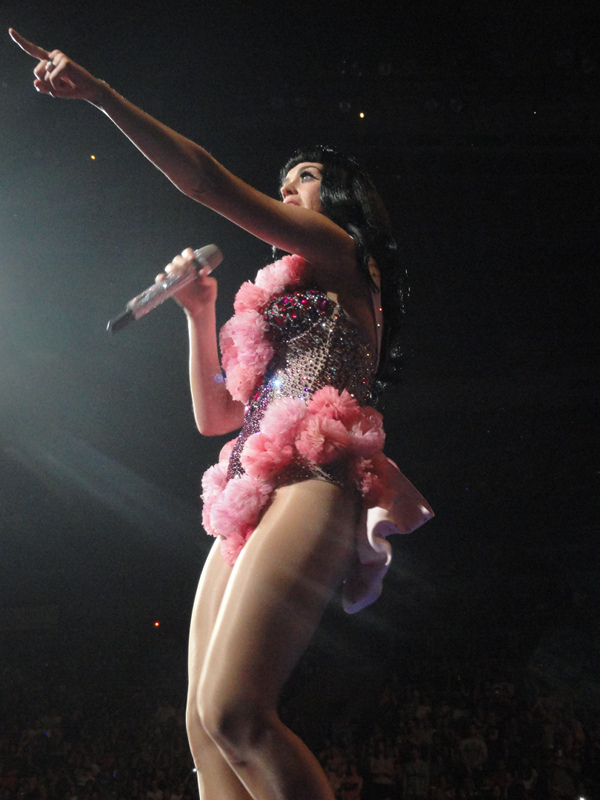
Katy Perry während The One That Got Away

4. I Wanna Dance With Somebody (enthält Inhalte von dem Lied Girls Just Want to Have Fun)

Zugaben – The Sweet Final
1. California Gurls

Anmerkungen:
- Während des Konzertes in Campo Pequeno sang Perry One of the Boys statt Hummingbird Heartbeat, Hot n Cold wurde bei der Zugabe gespielt.[12]
- Während des Konzerts im Zenith in Paris sang Perry Born This Way.[13]
- Während des Konzerts im HMV Hammersmith Apollo sang Perry Baby.[14]
- Während des Konzerts in der Rod Laver Arena sang Perry Friday.[15] Sie sang diesen Song außerdem während ihrer Konzerte im Newcastle Entertainment Centre, Brandt Centre, Marcus Amphitheater, TD Garden, Air Canada Centre[16] und dem 1st Bank Centre. Während ihres Konzerts am 5. August im Nokia Theatre L.A. Live kam Rebecca Black auf die Bühne, und beide sangen das Lied im Duett.[17]
- Während ihres Konzerts im Petersen Events Center sang Perry Black and Yellow und Friday.[18]
- Während ihres Konzerts in der Motorpoint Arena Sheffield sang Perry Adeles Song Someone like You.[19]
- Während ihres Konzerts am 23. November 2011 im Staples Center wurde für ihren Konzert- bzw. Dokumentationsfilm Katy Perry: Part of Me gedreht.
- Während ihres Konzerts bei der SM Mall of Asia Concert Grounds sang Perry nicht Who Am I Living For?, Pearl und Thinking Of You.[20]

## Tourdaten
| Datum                | Stadt             | Land                   | Veranstaltungsort                         |
| Europa               | Europa            | Europa                 | Europa                                    |
| -------------------- | ----------------- | ---------------------- | ----------------------------------------- |
| 20. Februar 2011     | Lissabon          | Portugal               | Campo Pequeno                             |
| 23. Februar 2011     | Mailand           | Italien                | Mediolanum Forum                          |
| 25. Februar 2011     | Zürich            | Schweiz                | Hallenstadion                             |
| 26. Februar 2011     | München           | Deutschland            | Zenith München                            |
| 27. Februar 2011     | Wien              | Österreich             | Wiener Stadthalle                         |
| 4. März 2011         | Berlin            | Deutschland            | Max-Schmeling-Halle                       |
| 6. März 2011         | Frankfurt am Main | Deutschland            | Jahrhunderthalle Frankfurt                |
| 7. März 2011         | Paris             | Frankreich             | Zénith (Paris)                            |
| 8. März 2011         | Paris             | Frankreich             | Zénith (Paris)                            |
| 10. März 2011        | Brüssel           | Belgien                | Forest National                           |
| 11. März 2011        | Köln              | Deutschland            | Palladium Köln                            |
| 14. März 2011        | Hamburg           | Deutschland            | Sporthalle Hamburg                        |
| 15. März 2011        | Amsterdam         | Niederlande            | Heineken Music Hall                       |
| 17. März 2011        | London            | Vereinigtes Königreich | Hammersmith Apollo                        |
| 18. März 2011        | London            | Vereinigtes Königreich | Hammersmith Apollo                        |
| 19. März 2011        | London            | Vereinigtes Königreich | Hammersmith Apollo                        |
| 21. März 2011        | Manchester        | Vereinigtes Königreich | Manchester Apollo                         |
| 22. März 2011        | Manchester        | Vereinigtes Königreich | Manchester Apollo                         |
| 27. März 2011        | Liverpool         | Vereinigtes Königreich | Echo Arena Liverpool                      |
| 28. März 2011        | Dublin            | Irland                 | The O2 Dublin                             |
| 30. März 2011        | Nottingham        | Vereinigtes Königreich | National Ice Centre                       |
| 31. März 2011        | Bournemouth       | Vereinigtes Königreich | Bournemouth International Centre          |
| 1. April, 2011       | Cardiff           | Vereinigtes Königreich | Motorpoint Arena Cardiff                  |
| 3. April 2011        | Newcastle         | Vereinigtes Königreich | Metro Radio Arena                         |
| 4. April 2011        | Birmingham        | Vereinigtes Königreich | LG Arena                                  |
| 5. April 2011        | Glasgow           | Vereinigtes Königreich | Scottish Exhibition and Conference Centre |
| 9. April 2011        | London            | Vereinigtes Königreich | Wembley Arena                             |
| Australasien         |                   |                        |                                           |
| 28. April 2011       | Melbourne         | Australien             | Rod Laver Arena                           |
| 29. April 2011       | Melbourne         | Australien             | Rod Laver Arena                           |
| 2. Mai 2011          | Adelaide          | Australien             | Adelaide Entertainment Centre             |
| 4. Mai 2011          | Sydney            | Australien             | Sydney Entertainment Centre               |
| 5. Mai 2011          | Brisbane          | Australien             | Brisbane Entertainment Centre             |
| 7. Mai 2011          | Auckland          | Neuseeland             | Vector Arena                              |
| 8. Mai 2011          | Auckland          | Neuseeland             | Vector Arena                              |
| 10. Mai 2011         | Wellington        | Neuseeland             | TSB Bank Arena                            |
| 13. Mai 2011         | Newcastle         | Australien             | Newcastle Entertainment Centre            |
| 14. Mai 2011         | Sydney            | Australien             | Sydney Entertainment Centre               |
| 15. Mai 2011         | Brisbane          | Australien             | Brisbane Entertainment Centre             |
| Asien                |                   |                        |                                           |
| 22. Mai 2011         | Nagoya            | Japan                  | Zepp Nagoya                               |
| 23. Mai 2011         | Tokio             | Japan                  | AgeHa                                     |
| 24. Mai 2011         | Tokio             | Japan                  | AgeHa                                     |
| 26. Mai 2011         | Osaka             | Japan                  | Zepp Osaka                                |
| Nordamerika          |                   |                        |                                           |
| 7. Juni 2011         | Duluth            | Vereinigte Staaten     | Arena at Gwinnett Center                  |
| 9. Juni 2011         | Orlando           | Vereinigte Staaten     | UCF Arena                                 |
| 10. Juni 2011        | Tampa             | Vereinigte Staaten     | St. Pete Times Forum                      |
| 11. Juni 2011        | Sunrise           | Vereinigte Staaten     | BankAtlantic Center                       |
| 14. Juni, 2011       | Raleigh           | Vereinigte Staaten     | RBC Center                                |
| 15. Juni 2011        | Columbia          | Vereinigte Staaten     | Merriweather Post Pavilion                |
| 17. Juni 2011        | Hempstead         | Vereinigte Staaten     | Nassau Veterans Memorial Coliseum         |
| 18. Juni 2011        | Boston            | Vereinigte Staaten     | TD Garden                                 |
| 19. Juni 2011        | Newark            | Vereinigte Staaten     | Prudential Center                         |
| 23. Juni 2011        | Pittsburgh        | Vereinigte Staaten     | Petersen Events Center                    |
| 24. Juni 2011        | Philadelphia      | Vereinigte Staaten     | Wells Fargo Center                        |
| 25. Juni 2011        | Uncasville        | Vereinigte Staaten     | Mohegan Sun Arena                         |
| 28. Juni 2011        | Auburn Hills      | Vereinigte Staaten     | Palace of Auburn Hills                    |
| 29. Juni 2011        | Toronto           | Kanada                 | Air Canada Centre                         |
| 30. Juni 2011        | Toronto           | Kanada                 | Air Canada Centre                         |
| 2. Juli 2011         | Montreal          | Kanada                 | Bell Centre                               |
| 3. Juli 2011         | Ottawa            | Kanada                 | Scotiabank Place                          |
| 5. Juli 2011         | Cleveland         | Vereinigte Staaten     | Quicken Loans Arena                       |
| 7. Juli 2011 ¹       | Milwaukee         | Vereinigte Staaten     | Marcus Amphitheater                       |
| 13. Juli 2011        | Regina            | Kanada                 | Brandt Centre                             |
| 14. Juli 2011        | Winnipeg          | Kanada                 | MTS Centre                                |
| 16. Juli 2011 ²      | Calgary           | Kanada                 | Scotiabank Saddledome                     |
| 17. Juli 2011        | Edmonton          | Kanada                 | Rexall Place                              |
| 19. Juli 2011        | Vancouver         | Kanada                 | Rogers Arena                              |
| 20. Juli 2011        | Seattle           | Vereinigte Staaten     | KeyArena                                  |
| 22. Juli 2011        | Portland          | Vereinigte Staaten     | Rose Garden                               |
| 23. Juli 2011        | Boise             | Vereinigte Staaten     | Taco Bell Arena                           |
| 25. Juli 2011        | Salt Lake City    | Vereinigte Staaten     | EnergySolutions Arena                     |
| 26. Juli 2011        | Broomfield        | Vereinigte Staaten     | 1stBank Center                            |
| 28. Juli 2011        | Grand Prairie     | Vereinigte Staaten     | Verizon Theater Grand Prairie             |
| 29. Juli 2011        | Houston           | Vereinigte Staaten     | Toyota Center                             |
| 30. Juli 2011        | Austin            | Vereinigte Staaten     | Frank Erwin Center                        |
| 3. August 2011       | Phoenix           | Vereinigte Staaten     | Comerica Theatre                          |
| 5. August 2011       | Los Angeles       | Vereinigte Staaten     | Nokia Theatre L.A. Live                   |
| 6. August 2011       | Los Angeles       | Vereinigte Staaten     | Nokia Theatre L.A. Live                   |
| 7. August 2011       | Los Angeles       | Vereinigte Staaten     | Nokia Theatre L.A. Live                   |
| 9. August, 2011      | San Diego         | Vereinigte Staaten     | Valley View Casino Center                 |
| 12. August 2011      | San José          | Vereinigte Staaten     | HP Pavilion                               |
| 13. August 2011      | Santa Barbara     | Vereinigte Staaten     | Santa Barbara Bowl                        |
| 14. August 2011      | Santa Barbara     | Vereinigte Staaten     | Santa Barbara Bowl                        |
| 17. August 2011      | Kansas City       | Vereinigte Staaten     | Sprint Center                             |
| 19. August 2011      | Nashville         | Vereinigte Staaten     | Bridgestone Arena                         |
| 20. August 2011      | St. Louis         | Vereinigte Staaten     | Scottrade Center                          |
| 21. August 2011      | Rosemont          | Vereinigte Staaten     | Allstate Arena                            |
| 23. August 2011      | St. Paul          | Vereinigte Staaten     | Xcel Energy Center                        |
| 1. September 2011    | Guadalajara       | Mexiko                 | Auditorio Telmex                          |
| 3. September 2011    | Mexiko            | Mexiko                 | Palacio de los Deportes                   |
| 5. September 2011    | Monterrey         | Mexiko                 | Arena Monterrey                           |
| 7. September 2011    | San Antonio       | Vereinigte Staaten     | AT&T Center                               |
| 8. September 2011    | New Orleans       | Vereinigte Staaten     | New Orleans Arena                         |
| 10. September 2011   | Louisville        | Vereinigte Staaten     | KFC Yum! Center                           |
| 13. September 2011   | Columbus          | Vereinigte Staaten     | Value City Arena                          |
| 14. September 2011   | Indianapolis      | Vereinigte Staaten     | Bankers Life Fieldhouse                   |
| 16. September 2011   | Omaha             | Vereinigte Staaten     | CenturyLink Center Omaha                  |
| 17. September 2011   | Tulsa             | Vereinigte Staaten     | BOK Center                                |
| Südamerika           |                   |                        |                                           |
| 23. September 2011 ³ | Rio de Janeiro    | Brasilien              | Parque Olímpico Cidade do Rock            |
| 25. September 2011   | São Paulo         | Brasilien              | Chácara do Jockey                         |
| 27. September 2011 ⁴ | Buenos Aires      | Argentinien            | Estadio G.E.B.A.                          |
| Europa               |                   |                        |                                           |
| 12. Oktober 2011     | Sheffield         | Vereinigtes Königreich | Motorpoint Arena Sheffield                |
| 14. Oktober 2011     | London            | Vereinigtes Königreich | The O₂                                    |
| 15. Oktober 2011     | London            | Vereinigtes Königreich | The O₂                                    |
| 18. Oktober 2011     | Liverpool         | Vereinigtes Königreich | Echo Arena Liverpool                      |
| 19. Oktober 2011     | Cardiff           | Vereinigtes Königreich | Motorpoint Arena Cardiff                  |
| 24. Oktober 2011     | Belfast           | Vereinigtes Königreich | Odyssey Arena                             |
| 26. Oktober 2011     | Birmingham        | Vereinigtes Königreich | National Indoor Arena                     |
| 27. Oktober, 2011    | Newcastle         | Vereinigtes Königreich | Metro Radio Arena                         |
| 29. Oktober 2011     | Aberdeen          | Vereinigtes Königreich | Press & Journal Arena                     |
| 31. Oktober 2011     | Manchester        | Vereinigtes Königreich | Manchester Evening News Arena             |
| 1. November 2011     | Glasgow           | Vereinigtes Königreich | Scottish Exhibition and Conference Centre |
| 3. November 2011     | Glasgow           | Vereinigtes Königreich | Scottish Exhibition and Conference Centre |
| 4. November 2011     | Glasgow           | Vereinigtes Königreich | Scottish Exhibition and Conference Centre |
| 5. November 2011     | Nottingham        | Vereinigtes Königreich | Capital FM Arena Nottingham               |
| 7. November 2011     | Dublin            | Irland                 | The O2                                    |
| 8. November 2011     | Dublin            | Irland                 | The O2                                    |
| Nordamerika          |                   |                        |                                           |
| 15. November 2011    | Hartford          | Vereinigte Staaten     | XL Center                                 |
| 16. November 2011    | New York City     | Vereinigte Staaten     | Madison Square Garden                     |
| 19. November 2011    | Las Vegas         | Vereinigte Staaten     | Mandalay Bay Events Center                |
| 21. November 2011    | Oakland           | Vereinigte Staaten     | Oracle Arena                              |
| 22. November 2011    | Los Angeles       | Vereinigte Staaten     | Staples Center                            |
| 23. November 2011    | Los Angeles       | Vereinigte Staaten     | Staples Center                            |
| Asien                |                   |                        |                                           |
| 19. Januar 2012      | Bogor             | Indien                 | Sentul International Convention Center    |
| 22. Januar 2012      | Pasay             | Philippinen            | SM Mall of Asia Concert Grounds           |

Festivals
¹ Dieses Konzert ist ein Teil des Summerfest

² Dieses Konzert ist ein Teil des Calgary Stampede

³ Dieses Konzert ist ein Teil des Festivals Rock in Rio

⁴ Dieses Konzert ist ein Teil des Pepsi Music Festival
| 23. Februar 2011   | Mailand, Italien       | PalaSharp            | Dieses Konzert fand im Mediolanum Forum statt.                            |
| 4. März 2011       | Berlin, Deutschland    | Columbiahalle        | Dieses Konzert fand in der Max-Schmeling-Halle statt.                     |
| 6. März 2011       | Offenbach, Deutschland | Stadthalle Offenbach | Dieses Konzert fand in der Jahrhunderthalle Frankfurt in Frankfurt statt. |
| 8. Juli 2011       | Rosemont, Illinois     | Allstate Arena       | Dieses Konzerte wurde auf den 21. August 2011 verschoben.                 |
| 9. Juli 2011       | St. Paul, Minnesota    | Xcel Energy Center   | Dieses Konzert wurde auf den 23. August 2011 verschoben.                  |
| 11. September 2011 | Grand Rapids, Michigan | Van Andel Arena      | Dieses Konzert wurde auf den 1. Dezember 2011 verschoben.                 |
| 1. Dezember 2011   | Grand Rapids, Michigan | Van Andel Arena      | Abgesagt.                                                                 |

### Daten
| Veranstaltungsort                         | Stadt          | Tickets verkauft / verfügbar | Bruttoeinnahmen |
| ----------------------------------------- | -------------- | ---------------------------- | --------------- |
| Campo Pequeno                             | Lissabon       | 6,162 / 6,271 (98 %)         | $283,541        |
| Mediolanum Forum                          | Mailand        | 11,218 / 11,218 (100 %)      | $458,765        |
| Hallenstadion                             | Zürich         | 5,111 / 5,111 (100 %)        | $343,709        |
| Zenith München                            | München        | 5,883 / 5,883 (100 %)        | $227,176        |
| Wiener Stadthalle                         | Wien           | 12,332 / 12,570 (98 %)       | $700,273        |
| Max-Schmeling-Halle                       | Berlin         | 7,443 / 8,950 (83 %)         | $331,308        |
| Festhalle Frankfurt                       | Frankfurt      | 4,800 / 4,800 (100 %)        | $201,365        |
| Zénith de Paris                           | Paris          | 12,149 / 12,149 (100 %)      | $767,981        |
| Forest National                           | Brüssel        | 8,000 / 8,000 (100 %)        | $378,028        |
| Palladium Köln                            | Köln           | 4,008 / 4,008 (100 %)        | $177,640        |
| Alsterdorfer Sporthalle                   | Hamburg        | 6,916 / 6,916 (100 %)        | $269,295        |
| Heineken Music Hall                       | Amsterdam      | 5,462 / 5,607 (97 %)         | $259,120        |
| HMV Hammersmith Apollo                    | London         | 14,777 / 14,777 (100 %)      | $593,333        |
| Manchester Apollo                         | Manchester     | 7,057 / 7,221 (98 %)         | $258,929        |
| Echo Arena Liverpool                      | Liverpool      | 11,052 / 11,052 (100 %)      | $398,646        |
| The O2                                    | Dublin         | 27,372 / 27,372 (100 %)      | $1,348,850      |
| Capital FM Arena Nottingham               | Nottingham     | 9,095 / 9,095 (100 %)        | $327,291        |
| Windsor Hall                              | Bournemouth    | 6,211 / 6,306 (98 %)         | $223,635        |
| Motorpoint Arena Cardiff                  | Cardiff        | 7,530 / 7,530 (100 %)        | $272,067        |
| Metro Radio Arena                         | Newcastle      | 11,304 / 11,304 (100 %)      | $412,296        |
| LG Arena                                  | Birmingham     | 14,999 / 14,999 (100 %)      | $543,572        |
| Scottish Exhibition and Conference Centre | Glasgow        | 5,460 / 5,460 (100 %)        | $198,206        |
| Wembley Arena                             | London         | 11,251 / 11,507 (98 %)       | $466,903        |
| Rod Laver Arena                           | Melbourne      | 24,649 / 24,649 (100 %)      | $2,228,150      |
| Adelaide Entertainment Centre             | Adelaide       | 8,805 / 9,426 (93 %)         | $803,497        |
| Sydney Entertainment Centre               | Sydney         | 22,834 / 24,146 (94 %)       | $2,031,140      |
| Brisbane Entertainment Centre             | Brisbane       | 23,910 / 27,144 (88 %)       | $2,107,890      |
| Vector Arena                              | Auckland       | 22,905 / 23,938 (96 %)       | $1,435,140      |
| TSB Bank Arena                            | Wellington     | 5,726 / 5,830 (98 %)         | $381,959        |
| Newcastle Entertainment Centre            | Newcastle      | 7,043 / 7,407 (95 %)         | $706,342        |
| Arena at Gwinnett Center                  | Duluth         | 10,341 / 10,341 (100 %)      | $460,845        |
| UCF Arena                                 | Orlando        | 7,792 / 7,792 (100 %)        | $350,640        |
| St. Pete Times Forum                      | Tampa          | 10,558 / 10,558 (100 %)      | $441,652        |
| BankAtlantic Center                       | Sunrise        | 12,014 / 12,014 (100 %)      | $488,685        |
| RBC Center                                | Raleigh        | 10,352 / 10,352 (100 %)      | $429,952        |
| Merriweather Post Pavilion                | Columbia       | 17,553 / 18,000 (97 %)       | $538,879        |
| Nassau Veterans Memorial Coliseum         | Hempstead      | 12,358 / 12,615 (98 %)       | $580,647        |
| TD Garden                                 | Boston         | 12,589 / 12,589 (100 %)      | $577,977        |
| Prudential Center                         | Newark         | 13,321 / 13,321 (100 %)      | $580,198        |
| Petersen Events Center                    | Pittsburgh     | 8,610 / 8,610 (100 %)        | $387,450        |
| Wells Fargo Center                        | Philadelphia   | 14,931 / 14,931 (100 %)      | $631,978        |
| Mohegan Sun Arena                         | Uncasville     | 5,323 / 5,323 (100 %)        | $239,535        |
| The Palace of Auburn Hills                | Auburn Hills   | 14,144 / 14,144 (100 %)      | $559,870        |
| Air Canada Centre                         | Toronto        | 28,794 / 28,794 (100 %)      | $1,260,890      |
| Bell Centre                               | Montreal       | 12,906 / 12,906 (100 %)      | $607,562        |
| Scotiabank Place                          | Ottawa         | 13,426 / 13,596 (99 %)       | $620,394        |
| Quicken Loans Arena                       | Cleveland      | 11,602 / 11,836 (98 %)       | $413,850        |
| Marcus Amphitheater                       | Milwaukee      | 20,417 / 20,764 (98 %)       | $596,935        |
| Xcel Energy Center                        | Saint Paul     | 14,402 / 14,402 (100 %)      | $476,819        |
| Brandt Centre                             | Regina         | 6,296 / 6,466 (97 %)         | $306,020        |
| MTS Centre                                | Winnipeg       | 11,405 / 11,695 (97 %)       | $542,272        |
| Scotiabank Saddledome                     | Calgary        | 12,357 / 12,727 (97 %)       | $719,219        |
| Rexall Place                              | Edmonton       | 13,701 / 13,750 (99 %)       | $600,540        |
| Rogers Arena                              | Vancouver      | 13,359 / 13,906 (96 %)       | $670,037        |
| KeyArena                                  | Seattle        | 12,294 / 12,609 (97 %)       | $437,120        |
| Rose Garden                               | Portland       | 10,259 / 11,059 (93 %)       | $392,854        |
| Taco Bell Arena                           | Boise          | 7,747 / 7,995 (97 %)         | $310,440        |
| EnergySolutions Arena                     | Salt Lake City | 11,745 / 12,080 (97 %)       | $432,840        |
| 1stBank Center                            | Broomfield     | 5,608 / 5,868 (95 %)         | $259,602        |
| Verizon Theater at Grand Prairie          | Grand Prairie  | 6,431 / 6,431 (100 %)        | $289,395        |
| Toyota Center                             | Houston        | 12,235 / 12,235 (100 %)      | $511,777        |
| Frank Erwin Center                        | Austin         | 8,429 / 8,429 (100 %)        | $379,305        |
| Comerica Theatre                          | Phoenix        | 4,741 / 4,925 (96 %)         | $186,145        |
| Nokia Theatre L.A. Live                   | Los Angeles    | 20,769 / 20,769 (100 %)      | $945,534        |
| Valley View Casino Center                 | San Diego      | 10,306 / 10,306 (100 %)      | $431,760        |
| HP Pavilion at San Jose                   | San Jose       | 12,373 / 12,660 (98 %)       | $500,445        |
| Santa Barbara Bowl                        | Santa Barbara  | 9,698 / 9,698 (100 %)        | $382,012        |
| Sprint Center                             | Kansas City    | 12,995 / 12,995 (100 %)      | $469,625        |
| Bridgestone Arena                         | Nashville      | 12,122 / 12,122 (100 %)      | $500,567        |
| Scottrade Center                          | St. Louis      | 12,005 / 12,005 (100 %)      | $497,910        |
| Allstate Arena                            | Rosemont       | 13,617 / 13,617 (100 %)      | $482,205        |
| Auditorio Telmex                          | Zapopan        | 8,451 / 8,578 (98 %)         | $598,316        |
| Palacio de los Deportes                   | Mexico City    | 16,869 / 16,884 (99 %)       | $707,031        |
| Arena Monterrey                           | Monterrey      | 9,944 / 9,958 (99 %)         | $633,530        |
| AT&T Center                               | San Antonio    | 9,733 / 10,165 (96 %)        | $398,565        |
| New Orleans Arena                         | New Orleans    | 11,496 / 11,496 (100 %)      | $474,350        |
| KFC Yum! Center                           | Louisville     | 13,555 / 13,555 (100 %)      | $599,319        |
| CenturyLink Center Arena                  | Omaha          | 9,967 / 13,440 (74 %)        | $438,735        |
| Conseco Fieldhouse                        | Indianapolis   | 9,693 / 10,360 (93 %)        | $408,062        |
| BOK Center                                | Tulsa          | 12,475 / 12,475 (100 %)      | $519,442        |
| Chácara do Jockey                         | São Paulo      | 25,000 / 25,000 (100 %)      | $2,105,710      |
| Motorpoint Arena Sheffield                | Sheffield      | 12,650 / 12,650 (100 %)      | $543,527        |
| The O2 Arena                              | London         | 31,250 / 31,708 (98 %)       | $1,474,670      |
| Odyssey Arena                             | Belfast        | 9,932 / 9,932 (100 %)        | $493,104        |
| National Indoor Arena                     | Birmingham     | 13,581 / 13,581 (100 %)      | $597,314        |
| Manchester Evening News Arena             | Manchester     | 15,429 / 15,429 (100 %)      | $679,914        |
| XL Center                                 | Hartford       | 9,998 / 10,500 (95 %)        | $401,772        |
| Oracle Arena                              | Oakland        | 12,303 / 12,303 (100 %)      | $554,075        |
| Staples Center                            | Los Angeles    | 13,332 / 13,332 (100 %)      | $569,016        |
| TOTAL                                     | TOTAL          | 1,066,831 / 1,088,817 (98 %) | $51,824,881     |